# 怪獸卡車

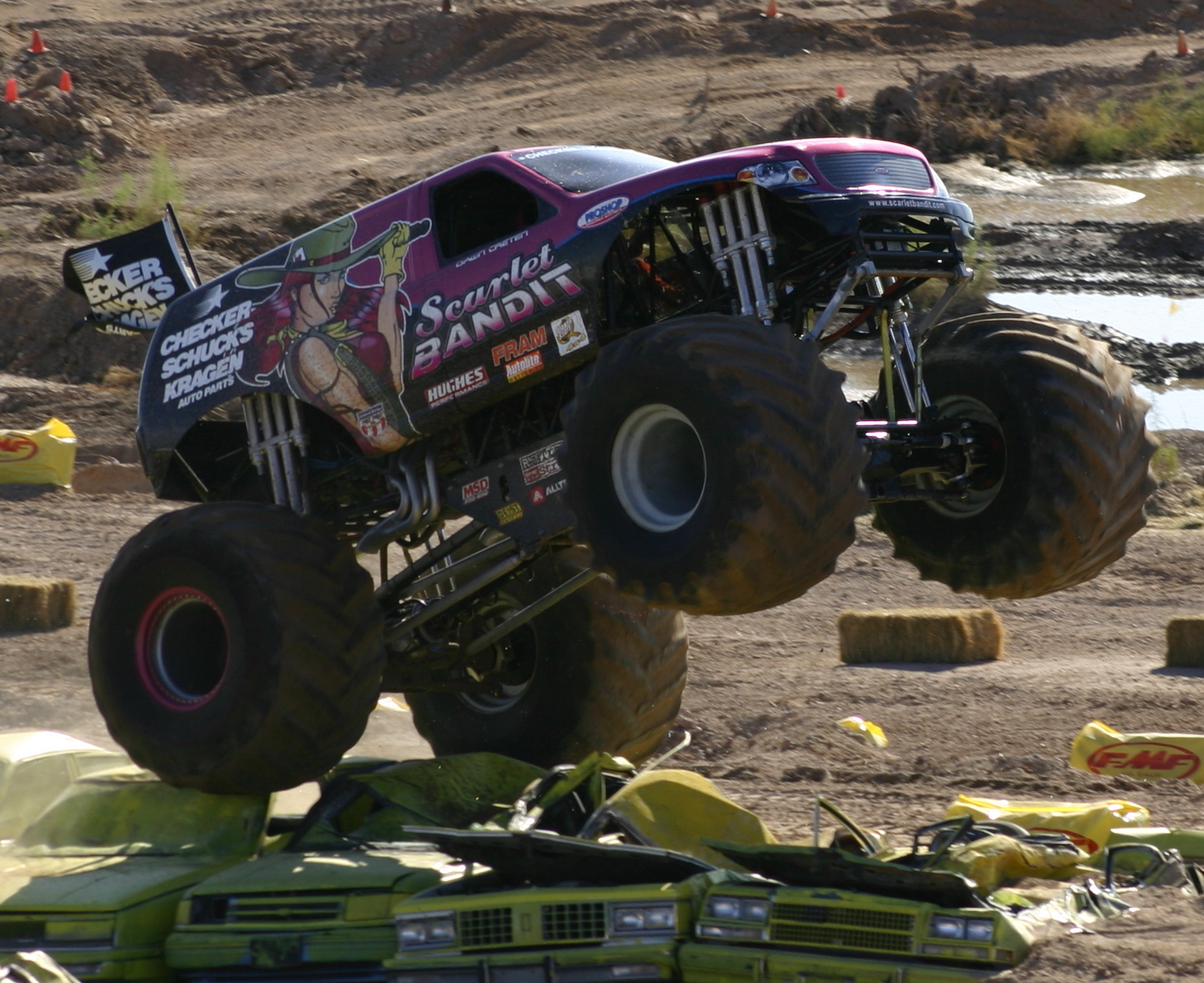
美國的福特怪獸卡車在亞利桑那州比賽

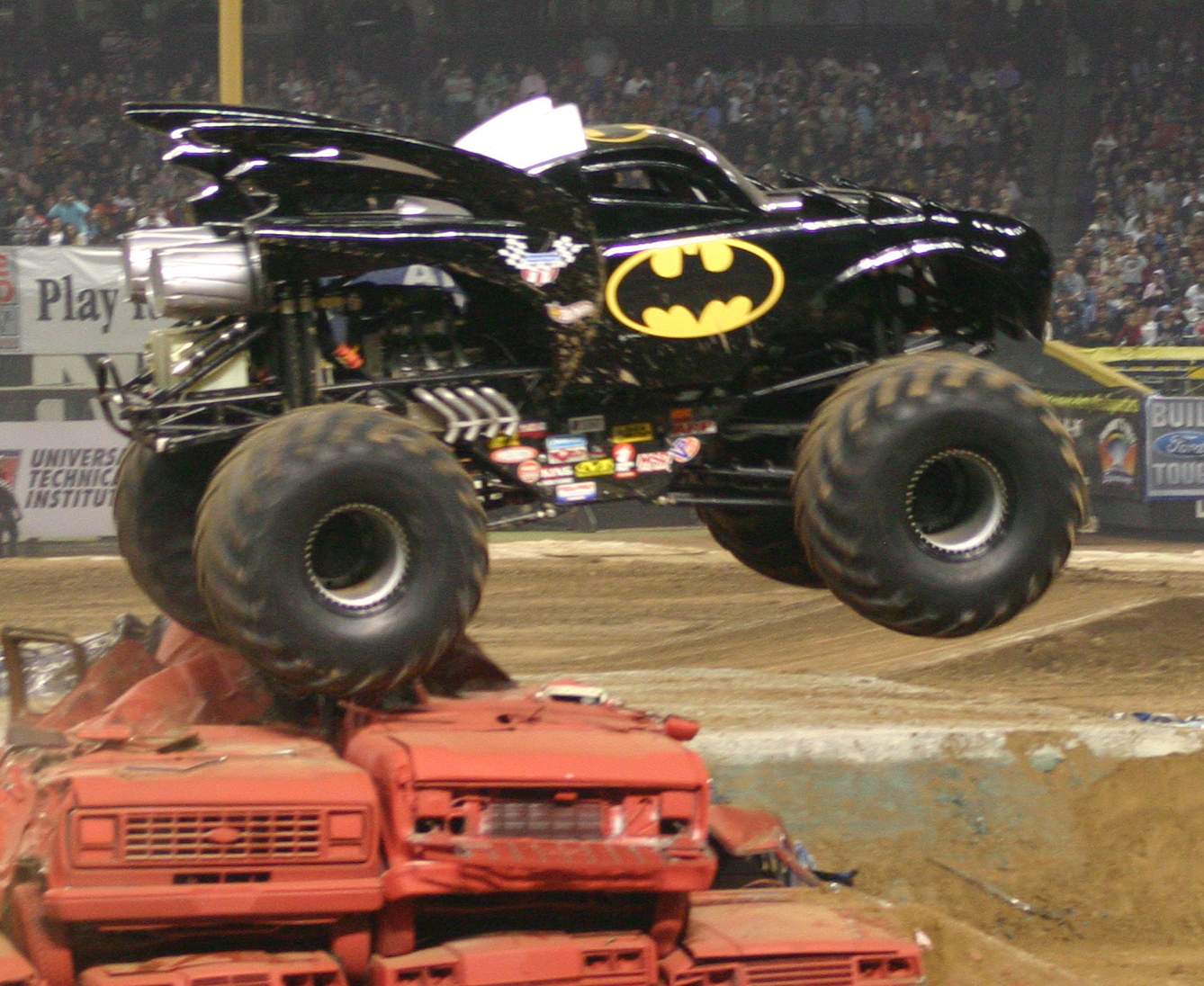
蝙蝠俠造型怪獸卡車

怪獸卡車（英語：monster truck）是一種改裝車，為配上巨型輪胎和引擎的皮卡車，70年代末美國對皮卡車改裝的熱潮方興未艾，其中輪胎商鮑勃·錢德勒創造了怪獸卡車的原型，當時聽說美軍要採購一種戰鬥車，條件是前軸斷裂時能切換動力到後軸，於是他想出了4X4四輪驅動概念，1979年鮑勃·錢德勒生产出了利用他这理念设计的名为“Bigfoot”的皮卡。
他在鄉間測試此種四驅巨型輪胎車的越野能力時壓碎了許多雜物和廢車，拍成了炫燿式的宣傳片，許多人看到後要求他在眾人面前表演，這就是「怪獸卡車壓碎賽」的雛型。在本屆展會，錢德勒還推出一個新版本的大腳有66英寸（1.7米）直徑的輪胎。隨後1981年的一部基于歌曲《Take This Job and Shove It》的同名电影，片中以大腳車作為主體，讓此種車輛風靡起來。希望看到大脚车表演的观众人数高涨，从1983年开始，鮑勃·錢德勒的大脚车運動就得到了福特汽车的赞助長達22年。之後越來越多企業和個人加入建造大腳車並組成參賽聯盟，也有玩家並不參賽，而將車輛當收藏品或炫耀式的交通工具。